# Enicospilus castor
Enicospilus castor là một loài tò vò trong họ Ichneumonidae.